# (453) Tea
(453) Tea es un asteroide perteneciente al cinturón de asteroides descubierto el 22 de febrero de 1900 por Auguste Honoré Charlois desde el observatorio de Niza, Francia.
Se desconoce la razón del nombre.

## Características orbitales
Tea forma parte de la familia asteroidal de Flora.